# Vexx (computerspel)
Vexx is een computerspel voor PlayStation 2, Nintendo GameCube en Xbox. Het spel werd uitgebracht in de Verenigde Staten op 10 februari 2003 en verscheen in Europa op 4 april 2003.